# Нападение на Кадис (1797)
Нападение на Кадис (англ. Assault on Cádiz) — часть продолжительной морской блокады испанского порта Кадиса со стороны британского Королевского флота, в которое вошли осада и обстрел города в июне-июле 1797 года. После битвы у мыса Сан-Висенте британский флот во главе с лордом Джервисом и Горацио Нельсоном появился в заливе Кадиса. В течение первых дней июля город был обстрелян, но это вызвало лишь незначительные повреждения испанских батарей, флота и самого города. Целью Нельсона было заставить испанского адмирала Хосе де Мазарредо вывести флот из гавани. После серии неудачных атак во главе с контр-адмиралом Нельсоном, и после того, как несколько британских кораблей серьёзно пострадали от огня испанских фортов и батарей, британцы отступили и осада была снята. Впрочем, морская блокада Кадиса продолжалась до заключения Амьенского мира в 1802 году.

## Предыстория
В феврале 1797 года британцы одержали победу над испанским флотом в сражении при мысе Сент-Винсент, но хотя испанцы и вынуждены были отступить, их флот не был полностью разгромлен, и всё ещё оставался серьёзной угрозой. После битвы адмирал сэр Джон Джервис отплыл в Лиссабон, разочарованный в связи с тем, что удалось уйти нескольким ценным призам, в том числе и Сантисиме Тринидад. После того как прибыло подкрепление из Англии, а корабли, пострадавшие в сражении были отремонтированы, граф Сент-Винсент 31 марта вышел из Лиссабона на борту 110-пушечного корабля Ville-de-Paris, и с эскадрой из 21 линейного корабля двинулся прямым курсом к Кадису, куда и отступил испанский флот, который теперь, после соединения с кораблями, находившимися в порту, составлял 26 линейных кораблей. Британская эскадра подошла к Кадису 4 апреля и начала курсировать на некотором удалении от города до 19 мая, после чего суда встали на якорь так, чтобы полностью перекрыть вход в бухту. К 29 июня число испанских линейных кораблей достигло 28, и все они были полностью укомплектованы. Джервису не хотелось терять время на блокаду Кадиса, ему был нужен решительный бой. Для этого требовалось, чтобы испанцы вышли из защищённой гавани, но те не спешили прибегать к активным действиям. Вместо этого они оснащали канонерские лодки и другие мелкие суда, чтобы защитить вход в гавань от британского флота.

## Сражение

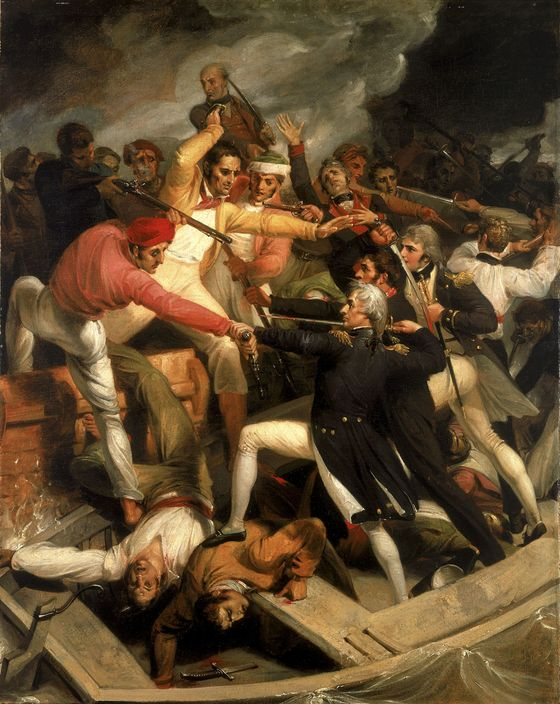
Нельсон сражается с испанцами возле Кадиса.

Чтобы вынудить испанского адмирала Хосе де Мазарредо выйти в море Сент-Винсент решил начать обстрел Кадиса. Эту операцию он поручил контр-адмиралу Горацио Нельсону, который был назначен командующим внутренней эскадрой, блокирующей город. В ночь на 3 июля бомбардирский корабль Thunder, под командованием лейтенанта Джона Гоурли, под защитой отряда канонерских лодок, катеров, и барж флота, под командованием контр-адмирала Горацио Нельсона, который лично руководил операцией, встал на якорь возле башни замка Сан-Себастьян, в 2500 м от стен города. Гарнизон Кадиса на тот момент составлял свыше 4000 солдат, город был защищен со стороны залива 70 орудиями и восемью большими мортирами. Thunder начал вести обстрел города с большой точностью, но вскоре выяснилось, что вышла из строя главная 13-дюймовая мортира. Чтобы обеспечить безопасность бомбардирского корабля, который был вынужден вернуться для ремонта, к берегу подошли 74-пушечный Goliath, капитан Томас Фоли, 32-пушечный фрегат Terpsichore, капитан Ричард Боуэн, и 10-пушечный куттер Fox, лейтенант Джон Гибсон, которые и прикрыли огнём возвращающийся корабль.
Отступление Thunder послужило сигналом для отряда испанских канонерских лодок и вооружённых шлюпок, которые попытались захватить его. Они были перехвачены таким же отрядом во главе с контр-адмиралом Нельсоном. Последовавшее за этим сражение было одним из самых опасных в карьере Нельсона, и едва не стоило ему жизни. Испанский комендант, Дон Мигель Турасон, попытался на своём баркасе, с экипажем из 26 человек, захватить небольшую шлюпку в которой находился контр-адмирал и ещё 15 человек. Последовала рукопашная схватка, в которой приняли участие оба командира. Наконец Дон Мигель Турасон, видя, что 18 человек его команды убиты, а он сам и все остальные ранены, был вынужден сдаться. После этого испанцы отступили к стенам Кадиса оставив британцам две канонерские лодки и баркас коменданта с несколькими пленными. В этом сражении англичане потеряли одного убитого и ещё 20 получили ранения, в том числе и Джон Сайкс, верный рулевой Нельсона, который защищал контр-адмирала и был серьёзно ранен.
Ночь на пятое июля была выбрана контр-адмиралом Нельсоном для второй бомбардировки Кадиса. На этот раз в обстреле приняли участие три бомбардирских корабля — Thunder, Terror и Strombolo под прикрытием 74-пушечного корабля Theseus, капитан Ральф Уиллетт Миллер, и двух фрегатов — 32-пушечного Terpsichore, капитан Ричард Боуэн и 36-пушечного Emerald, капитан Джон Уоллер. Бомбардировка нанесла существенный урон как городу, так и флоту, так что на следующее утро чтобы избежать её повторения десять линейных кораблей, в том числе флагманы адмиралов Мазарредо и Гравины, были верпованием выведены за пределы досягаемости огня английских орудий. Британские и испанские канонерские лодки снова столкнулись друг с другом, как и в первую ночь. Потери, понесённые англичанами не уточняются, но как минимум трое погибло и 16 получили ранения. Потери со стороны испанцев, вероятно, были намного больше, но не могут быть точно установлены. В ночь на 8 июля Нельсон планировал провести ещё одну операцию под своим непосредственным руководством, но из залива дул настолько сильный ветер, что было невозможно ввести туда бомбардирские корабли.

## Последствия
Блокада Кадиса продолжалась с небольшими перерывами в течение трёх следующих лет, до заключения Амьенского мира в 1802 году, что значительно ограничило деятельность испанского флота. Это позволило Королевскому военно-морскому флоту упрочить своё положение в Средиземном море. Нельсон ещё некоторое время участвовал в блокаде, пока флота не достиг слух, что испанские галионы, нагруженные сокровищами Нового Света, которые должны были прибыть в Кадис остановились в Санта-Крусе на острове Тенерифе, узнав о присутствии английских кораблей. Нельсону тотчас же пришла мысль идти туда, чтобы овладеть этими сокровищами. Его настойчивые, убедительные просьбы победили наконец нерешительность Сент-Винсента, и 15 июля 1797 года Нельсон отделился от флота с отрядом из 4 кораблей и 3 фрегатов, вверенных его началу. Но в итоге эта экспедиция привела к ещё одному его поражению.
Испанские жители Кадиса сочинили песню о победе, которая стала очень популярной в Испании в XIX веке:
¿De qué sirve a los ingleses

tener fragatas ligeras

si saben que Mazarredo

tiene lanchas cañoneras?